# يحيى السعودي
يحيى السعودي (1905-1965) هو موسيقي وفنان فلسطيني، عمل في إذاعة القدس حتى نكبة 1948، وانتقل بعدها إلى إذاعة دمشق، حيث استمر فيها حتى وفاته.

## حياته
وُلد يحيى أسعد محمد السعودي في القدس عام 1905. درس الابتدائية في مدرسة روضة المعارف الوطنية، والمرحلة الثانوية في مدارس الحكومة التي من خلالها برزت موهبته الغنائية التي أهلته بالرغم من صغر سنه ليترأس فرقة المنشدين في المدرسة. بدأ يحيى بتعلم التدوين الموسيقي وكتابة النوتة على يد الفنان والموسيقي الفلسطيني يوسف بتروني. وفي عام 1936 ساهم في افتتاح إذاعة القدس مع يوسف بتروني وحنا الخل وعمل فيها مدة 12 عامًا حتى نكبة 1948. كما تولى قيادة الفرقة الموسيقية للإذاعة وعمل مع أشهر العازفين، كما سجل العديد من الأدوار الغنائية للموسيقار سيد درويش ومنها أغنية «أنا هويت».
انتقل إلى دمشق بسبب نكبة 1948، حيث استمر بلا عمل لمدة عام، وبعدها استجاب لدعوة شفيق لبيب الذي كان يتولى رئاسة الدائرة الموسيقية في إذاعة دمشق. عيَّن يحيى مراقبًا موسيقيًا عامًا بناءً على طلب شفيق وكان أول دور يغنيه في الإذاعة السورية «سلمت روحك يا فؤادي»، وفي عام 1950 عين مستشارًا ومدرسًا لآلة العود ولعلوم الموسيقى الشرقية في المعهد الموسيقي الشرقي التابع لوزارة المعارف حتى إغلاق المعهد عام 1959 واستمر في متابعة عمله في إذاعة دمشق حتى وفاته عام 1965.

## أعماله الفنية
كان ليحيى السعودي مجموعة من الأناشيد والموشحات منها:
- نشيد الصباح ونشيد العروبة ومن الأناشيد الدينية نشيد الحجيج - بلاد الحجاز- شعر إبراهيم طوقان.
- الموشح الأول: وزنه سماعي ثقيل: يا ظالمي حقاً يكفيك ما ألقاه: والشعر قديم.
- الموشح الثاني: وزنه داور هندي: من شعر إليها زهير: سلم الله على من جاءنا منه السلام.
- الموشح الثالث: وزنه سماعي دارج ـ من شعر الأستاذ نزار التغلبي ـ خمر العيون أديري فالكاس كانت حراما.
- الوصلة الثانية من مقام البستنكار الموشح الأول وزنه سماعي ثقيل من نظم المرحوم إبراهيم طوقان وهو (انشدي يا صبا وارقصي يا غصون).
- الموشح الثاني وزنه داور هندي والشعر أندلسي قديم (ليت من طير ترمي).
- الموشح الثالث وزنه سماعي دارج من شعر عبد المحسن الصور (بالذي الهم تعذيبي من ثناياك العذابا) ولحن موشحات كثيرة متفرقة من عدة نغمات لإكمال الوصلات الناقصة من الموشحات.